# Dżamil az-Zubajr
Muhammad Dżamil az-Zubajr (arab. محمد جميل الزبير; ur. ? w Geili, zm. 2 września 1983 w Kairze) – egipski piłkarz, uczestnik Igrzysk Olimpijskich 1928.
Zawodnik był członkiem reprezentacji Egiptu podczas igrzysk w 1928 roku, z którą zajął wówczas 4. miejsce w turnieju. Piłkarz wystąpił we wszystkich czterech spotkaniach, jakie rozegrała jego drużyna. W meczu I rundy (1/8 finału), wygranym przez Egipt z Turcją 7:1, zdobył jedną z bramek.